# Églises Action Biblique
Les Églises Action Biblique sont une association chrétienne évangélique internationale d'églises non confessionnelles.

## Histoire
Une première Alliance Biblique est fondée en Suisse en 1914 par le ministère de l’évangéliste écossais Hugh Edward Alexander (1884 - 1957). Formé à l’Institut Biblique de Glasgow à l’époque d'un réveil religieux au pays de Galles, il est venu s’établir à Cologny, près de Genève, le 6 août 1906.  En 1919, il ouvre une "École Biblique Missionnaire" francophone à Bienne qui fermera en 1924 en raison de pressions des autorités civiles. En 1926, il crée officiellement l’Action Biblique, une association chrétienne d'églises. L'AB fonde l'Institut biblique de Genève en 1928. 
En 2005, l'association compte 10 000 membres. En 2014, l'association compte près de 15 églises en Suisse . 
Selon un recensement de l'union, elle aurait en 2022, des églises dans 7 pays.

## Croyances
L'Union a une confession de foi évangélique basée sur les croyances de l’Église de professants,.